# Sundre, Alberta
Sundre är en ort i Kanada.   Den ligger i provinsen Alberta, i den centrala delen av landet, 2 900 km väster om huvudstaden Ottawa. Sundre ligger 1 089 meter över havet och antalet invånare är 2 384.
Terrängen runt Sundre är platt. Runt Sundre är det mycket glesbefolkat, med 3 invånare per kvadratkilometer.. Det finns inga andra samhällen i närheten.
Omgivningarna runt Sundre är en mosaik av jordbruksmark och naturlig växtlighet.